# Bac de Roda (metropolitana di Barcellona)
Bac de Roda è una stazione della linea 2 della metropolitana di Barcellona, situata nel distretto di Sant Martí di Barcellona.
Inaugurata nel 1997, la stazione è situata sotto la Rambla de Guipúscoa, tra la Carrer de Bac de Roda e la Carrer de Fluvià, con un accesso su ogni lato.

## Accessi
- Rambla Guipúscoa - Carrer de Bac de Roda
- Rambla Guipúscoa - Carrer de Fluvià